# Brand Whitlock
Brand Whitlock (Urbana, Ohio, 1869. március 4. – Cannes, Franciaország, 1934. május 24.) amerikai diplomata, újságíró, író, költő, az első világháború során az Amerikai Egyesült Államok belgiumi nagykövete volt.

## Élete
Pályafutása elején joggal és újságírással foglalkozott. Ebben az időszakban a Chicago Herald munkatársaként is tevékenykedett. Ezt követően John Peter Altgeld kormányzó (Illinois állam) alkalmazában a politika felé fordult az érdeklődése. 1906-ban első ízben Toledo polgármesterévé választották és ebben a pozícióban 1913-ig összesen négy ciklust töltött el.
1914-ben Thomas Woodrow Wilson elnök kinevezte az Amerikai Egyesült Államok belgiumi nagykövetének. Ebben az időszakban gyakran járt közben a német katonai hatóságoknál a megszállt Belgium területén fogvatartott személyek érdekében (ilyen volt Edith Calvell brit nővér is). 1919-ben Belgium: A Personal Narrative címen publikálta a háborús emlékiratait. 1922-ig maradt Belgiumban. Termékeny íróként összesen 18 könyvet írt. Önéletrajzát 1914-ben adták ki. Emellett költészettel is foglalkozott. Egyik szerzeménye az RMS Titanic elsüllyedéséről szólt. 1934-ben hunyt el a franciaországi Cannes-ban, ahol el is temették.

## Képgaléria

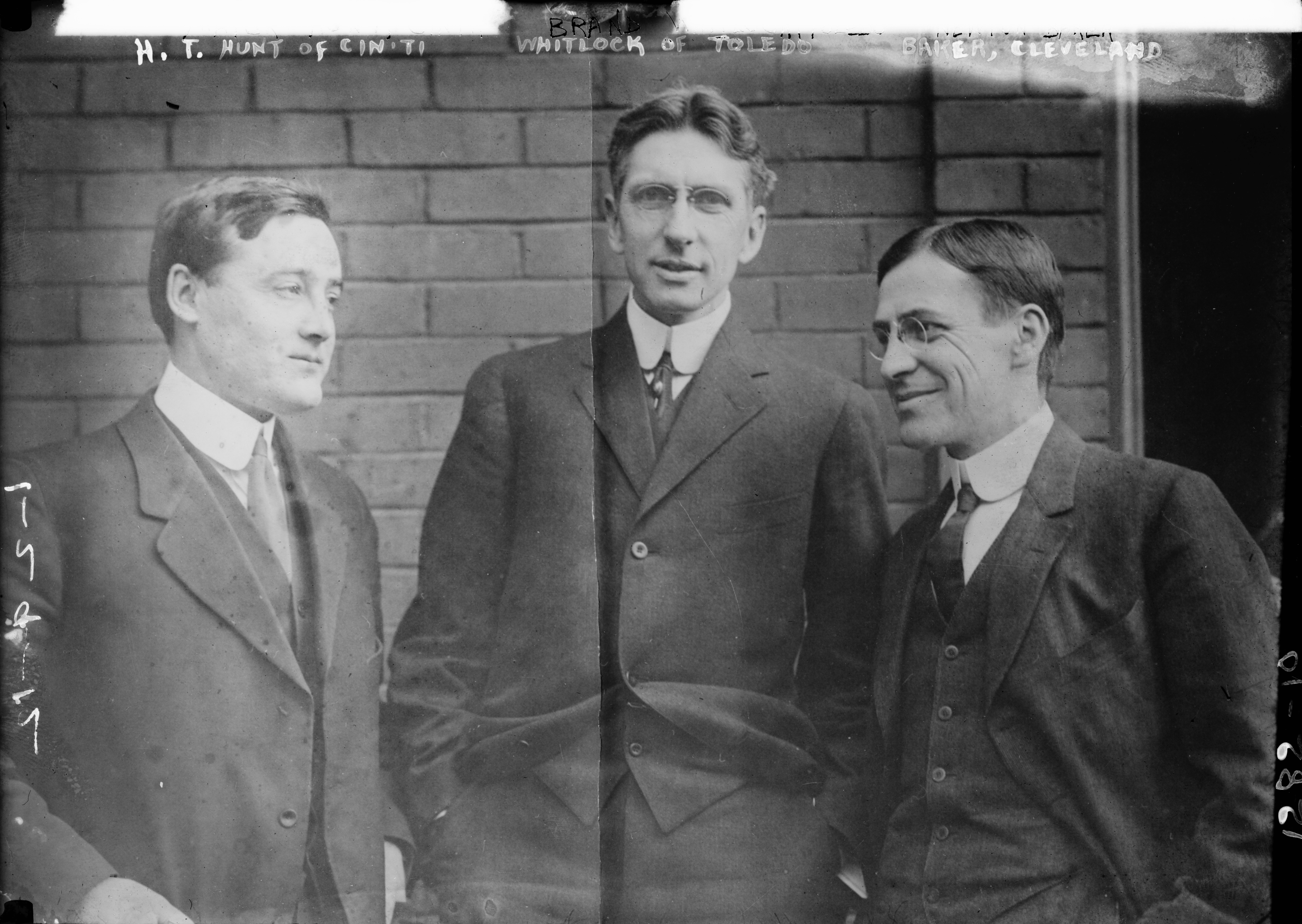
Henry Thomas, Brand Whitlock és Newton D. Baker